# Claude de Choiseul-Francières

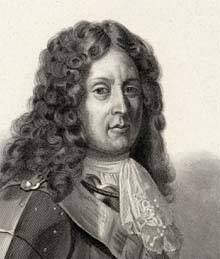
Claude de Choiseul-Francières

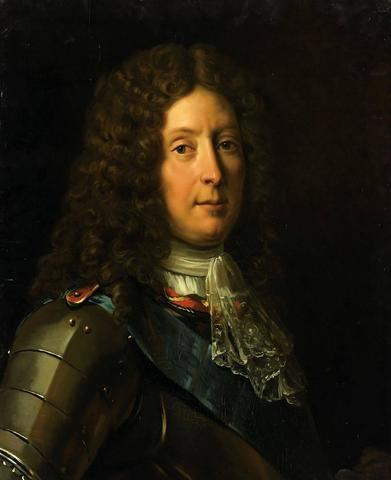
Claude de Choiseul-Francières

Wappen von Claude de Choiseul-Francières

Claude de Choiseul-Francières (* 1. Januar 1632 in Langres; † 15. März 1711 in Paris) war Comte de Choiseul, Marquis de Francières und Herr von Yrouerre und seit 1693 Marschall von Frankreich.

## Leben
Er wurde als Sohn des Freiherrn und späteren Markgrafen Louis von Francières und der Catherine von Nicey geboren. 1658 heiratete er Catherine Alphonsine von Renty († 17. Oktober 1710), die Tochter von Gaston Jean Baptiste de Renty, Baron von Landelles. Die Ehe blieb kinderlos.
1649 begann er seine militärische Laufbahn als Capitaine im Regiment des Prinzen Condé. In den Aufständen der Fronde bewies er seinen Mut und seine Loyalität zum König.
Nach dem Tod seines Vaters übernahm er 1658 dessen Amt als Gouverneur von Langres.
1664 war er an der Schlacht bei Mogersdorf beteiligt, in der österreichische und französische Truppen die Türken abwehrten.
Er wurde 1667 zum Brigadier des armées du roi befördert und nahm am Einfall der französischen Truppen in Flandern teil, wo er auch in die Belagerungen von Tournai, Douai, und Lille mitmachte. 1669 wurde er zum Maréchal de camp befördert.
Im Holländischen Krieg (1672–1679) zeichnete er sich 1674 in der Schlacht bei Seneffe aus. 1676 wurde er Lieutenant-général, diente unter dem Marschall von Luxemburg und nahm 1677 an der Belagerung von Freiburg teil. 1678 war Choiseul mit der Armee von Marschall François de Créquy an der Schlacht bei Rheinfelden und an der Zerstörung der Burgen und Schlösser im badischen Oberland beteiligt. Er zog mit Créquy 1679 auch noch in den nordischen Krieg und kämpfte in der Schlacht bei Minden gegen die Truppen des brandenburgischen Kurfürsten Friedrich Wilhelm.
1684 wurde er zum Gouverneur von Saint-Omer ernannt. Für seine langjährigen Dienste für den König wurde er 1693 schließlich Marschall von Frankreich. Nachdem er bereits Gouverneur von Langres und St. Omer gewesen war, wurde ihm 1697 dieses Amt in Valenciennes übertragen.
Choiseul wurde in der Kirche der Pipcus-Patres in Paris beigesetzt, aber später umgebettet. Seit 1850 ist er auf dem Friedhof Père-Lachaise bestattet.

## Ehrungen
- Am 31. Dezember 1688 wurde Choiseul von König Ludwig XIV. zum Ritter des Ordens vom heiligen Geist ernannt (siehe auch Liste der Ritter des Ordens vom Heiligen Geist).
- Im April 1693 wurde er zum Chevalier des neu gegründeten Ordre royal et militaire de Saint-Louis ernannt.